# Al final todos mueren
Al final todos mueren es una película española colaborativa de 2013, que incluye cortometrajes dirigidos por Javier Botet, Roberto Pérez Toledo, Pablo Vara y David Galán Galindo, y apadrinada por Javier Fesser, que dirige un prólogo y un epílogo.
El filme narra diferentes puntos de vista de cómo afrontar el fin del mundo desde que se conoce que un meteorito impactará contra la tierra y acabará con todo.

## Argumento
Al final todos mueren está formada por cuatro cortometrajes: 42 días, 13 días, 8 días y 3 horas, más un prólogo y un epílogo. Todos bajo la premisa "¿Crees que tu vida es complicada? Podría ser peor, podría ser el fin del mundo".
- 42 días antes del impacto, corto dirigido por Javier Botet, muestra la visión de un asesino en serie que ve frustrado su plan maestro a causa del inesperado final.
- 13 días antes del impacto "Los románticos del fin del mundo", corto dirigido por Roberto Pérez Toledo, se centra en un grupo de jóvenes que con motivo del fin del mundo han decidido encontrar el amor de su vida.
- 8 días antes del impacto, corto dirigido por Pablo Vara, narra la última cena de un grupo de amigos que ven alterada la velada por la aparición de una chica inconsciente que porta 5 entradas para unos búnkeres.
- 3 horas antes del impacto "El hombre del mañana", corto dirigido por David Galán Galindo, cuenta la historia de una embarazada a punto de dar a luz al último bebé del planeta.
- Prólogo y epílogo, cortos dirigidos por Javier Fesser que muestra cómo dos hombres están a punto de entrar en los anales de la historia.

## Personajes
- Noelia - Manuela Vellés
- Lara - Elisa Mouliaá
- Claudia - Macarena Gómez
- Diana - Andrea Duro
- J - Javier Botet
- Cris - Andrea Ros
- Bruno  - Alejandro Albarracín
- Pablo - Miguel Ángel Muñoz
- Jorge Elías - Ismael Fritschi
- Álex - Juan Blanco
- El Mago - Jonathan D. Mellor
- Dani - Daniel Pérez Prada
- Vero - Laura Díaz
- Beatriz - Teresa Soria Ruano
- Marcos - Dani Herrera
- Ignacio - Juan Trueba
- Alf - David Mora
- Quique - Javier Zapata
- Chica - Sara Martínez

## Producción
Al final todos mueren es un producción de bajo coste rodada en Madrid y Moraleja de Enmedio. El proyecto comenzó a gestarse en el verano de 2012 y se rodó a principios de 2013. El rodaje se llevó a cabo en 12 días, a una media de tres días por cortometraje aproximadamente, con decorados naturales.

## Banda sonora
- Marc Jovani
- Alejandro Ventura